# Chionosphaeraceae
Chionosphaeraceae är en familj av svampar. Enligt Catalogue of Life ingår Chionosphaeraceae i ordningen Agaricostilbales, klassen Agaricostilbomycetes, divisionen basidiesvampar och riket svampar, men enligt Dyntaxa är tillhörigheten istället ordningen Atractiellales, klassen Tremellomycetes, divisionen basidiesvampar och riket svampar.
|                   | Kondoaceae |
|                   | |
| Chionosphaeraceae | \| \| Chionosphaera \| \| \| \| \| \| Kurtzmanomyces \| \| \| \| \| \| Fibulostilbum \| \| \| \| \| \| Stilbum \| \| \| \| |
|                   | \| \| Chionosphaera \| \| \| \| \| \| Kurtzmanomyces \| \| \| \| \| \| Fibulostilbum \| \| \| \| \| \| Stilbum \| \| \| \| |
|                   | Agaricostilbaceae |
|                   | |
|                   | Mycogloea |
|                   | |
|                   | Chionosphaera |
|                   | |
|                   | Kurtzmanomyces |
|                   | |
|                   | Fibulostilbum |
|                   | |
|                   | Stilbum |
|                   | |

|  | Chionosphaera  |
|  |                |
|  | Kurtzmanomyces |
|  |                |
|  | Fibulostilbum  |
|  |                |
|  | Stilbum        |
|  |                |